# Qudsaya
Qudsaya (en árabe,  قدسيا) es una localidad siria que pertenece a la gobernación de Rif Dimashq. Se encuentra a 800 m sobre el nivel del mar, en la ladera oeste del Monte Qasiūn a unos 7 km al oeste de Damasco. Tiene unos 33 500 habitantes de mayoría suní, con minorías circasianas y alauitas. 

## Historia
Durante la Guerra civil siria, los rebeldes tomaron y bloquearon la localidad en 2012, consinguiéndose una tregua en noviembre de 2013. Ocurrió lo mismo en julio de 2015 hasta conseguir otro acuerdo en noviembre de 2015 en el que los rebeldes se fueron a Idlib. 
El 12 de octubre de 2016, los combatientes armados entregaron sus armas conforme a un acuerdo de rendición, en virtud del cual se otorgaba a unos 150 rebeldes de Qudsaya y al-Hamah un salvoconducto hacia las zonas controladas por los rebeldes en Idlib. El acuerdo se completó al día siguiente, y se permitió a los rebeldes marcharse junto con sus familiares. 